# Україна-2 (поїзд)
МПЛТ (Міжрегіональний поїзд локомотивної тяги) або "Україна-2" — перший український фірмовий швидкісний міжрегіональний поїзд локомотивної тяги підвищеної комфортності категорії Інтерсіті/Інтерсіті+ виробництва ПрАТ «Крюківський вагонобудівний завод», створений на замовлення Укрзалізниці у 2011 році для забезпечення швидкісного залізничного сполучення під час проведення Євро-2012 у 2012 році. Також проміжні вагони електропоїзда ЕКр1 "Тарпан" за зовнішнім виглядом та салонами першого та другого класу схожі на вагони МПЛТ. Також за маршрутами Київ-Тернопіль та Тернопіль-Київ під номерами 747/748 крім 5-и вагонних поїздів MPLT-001 та MPLT-002 курсують електропоїзди Skoda EJ675-001 та Skoda EJ675-002 та електропоїзди HRCS2.

## Історія назви
У 2012 році на сайті підприємства зазначалось, що поїзд, який курсує за маршрутом Харків-Київ-Харків, має дві назви «Столичний експрес» та "Південний експрес". 2014 році в ЗМІ і на сайті Укрзалізниці поїзд називався «Україна-2» Така ж назва присутня і на рекламних плакатах Крюківського вагонобудівного заводу, хоча серед продукції підприємства жодної назви поїзда не вказано.
Станом на 2020 рік на сайті Укрзалізниці для двох 5-и вагонних поїздів з місцями першого, другого та місцями підвищеної комфортності вказана назва MPLT-001 та MPLT-002 відповідно.
Самі відомі відео з вагонами МПЛТ з YouTube:
1. 26 лютого 2020 року на каналі Boris Lu вийшло відео під назвою "Прибытие ЧС7 с поездом №740 Киев-Кривой Рог"; на відео електровоз ЧС7-308 прибуває з поїздом MPLT-001 №740 Київ-Кривий Ріг на станцію Кривий Ріг-Головний. Посилання на відео - https://youtu.be/hDjvjhexXek?si=MdH79ZjbxxlTK_aa
2. 5 вересня 2023 року на каналі Kashtan4ik вийшло відео, де електровоз ДС3-018 проноситься повз з поїздом MPLT-001 №701 Київ-Чернігів. Посилання на відео - https://youtu.be/46yMYZ3owDc?si=uQ0sHOoLpN-bTC4E

## Історія виготовлення
У березні 2011 року на КВБЗ був створений перший кузов, а через 5 місяців був презентований перший вагон. Збірка інших восьми вагонів міжрегіонального поїзда закінчена у вересні 2011 року.
16 грудня 2011 року завершились випробування складу, 27 грудня на засіданні міжвідомчої комісії був підписаний акт про приймання дослідних зразків вагонів локомотивної тяги МПЛТ міжрегіонального сполучення зі швидкістю 160 км/год на візках з пневматичним підвішуванням і дисковими гальмами моделі 68-7041. КВБЗ дозволили виготовити дослідну партію вагонів для 10 поїздів по 9 вагонів у складі кожного.
Упродовж січня-лютого 2012 року склад МПЛТ проходив обкатувальні випробування за маршрутами Харків — Сімферополь — Харків, Харків — Київ — Харків. Склад був сформований з модернізованого електровоза ЧС7 електровозного депо «Харків — Жовтень» і дев'яти дослідних зразків пасажирських вагонів.
15 березня 2012 року після дооснащення одного з вагонів буфетом склад був переданий Південній залізниці. Згодом Укрзалізниця докупила ще один, 10 вагон, розділивши поїзд на два поїзди MPLT-001 та MPLT-002 з 5-вагонною комплектацією у 2014 році.

## Типи та обладнання вагонів складу
Під час уведення в експлуатацію склад міжрегіонального поїзда локомотивної тяги включав дев'ять вагонів п'яти моделей: 61-7061, 61-7062, 61-7063, 61-7064 та 61-7065.
- два вагони першого класу з VIP-зоною на 8 місць, по 60 пасажирських місць;
- два вагони першого класу, по 64 пасажирських місця;
- три вагони другого класу, по 94 пасажирських місця
- вагон з місцями для людей з інвалідністю, 84 пасажирських місця;
- вагон третього класу, 112 пасажирських місць.

Станом на 2024 рік курсують два поїзди MPLT-001 та MPLT-002 у 5-вагонній комплектації наступного складу:
| Назва поїзда                           | Вагон 1                                    | Вагон 2                          | Вагон 3            | Вагон 4    | Вагон 5                                    |
| MPLT-001 128 місць (С1) 272 місць (С2) | 64 місць                                   | 94 місць +                       | 82 місць + 2 місця | 94 місць   | 64 місць                                   |
| MPLT-002 120 місць (С1) 290 місць (С2) | 52 місця + 8 місць підвищеної комфортності | 112 місць пониженої комфортності | 82 місць + 2 місця | 94 місць + | 52 місця + 8 місць підвищеної комфортності |

Вагони обладнані системою відеоспостереження, інформаційними табло і покажчиками, системами зв'язку «провідник-пасажир», аудіотрансляції і ТБ-моніторами (VIP салон), системою супутникової навігації, Wi-Fi, автоматичними електропривідними дверима зсувного типу, системою блокування дверей на швидкості понад 5 км/год тощо.

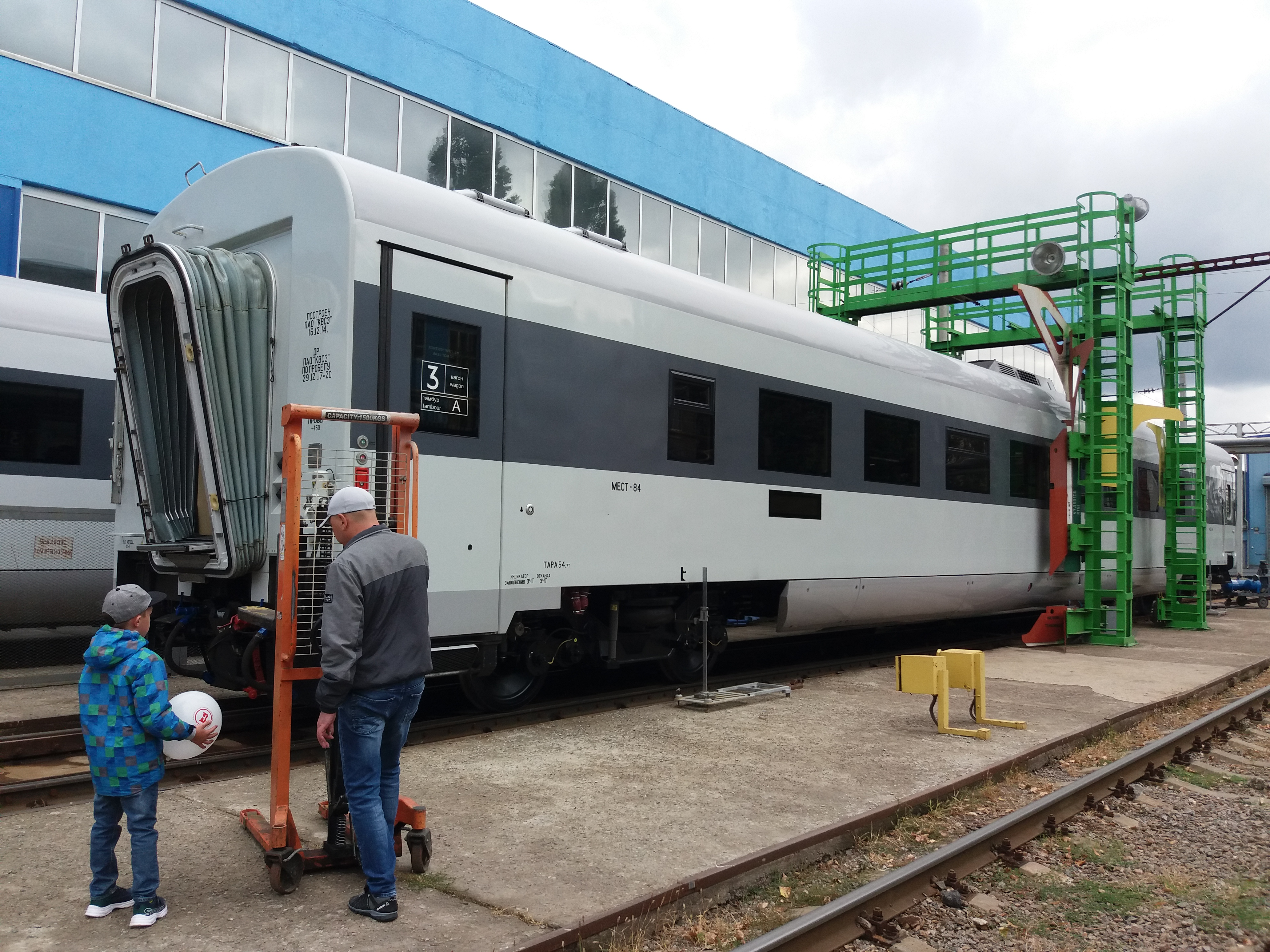
Вагон №3 складу МПЛТ на території ПрАТ КВБЗ під час проведення технічного обслуговування 21.09.2019
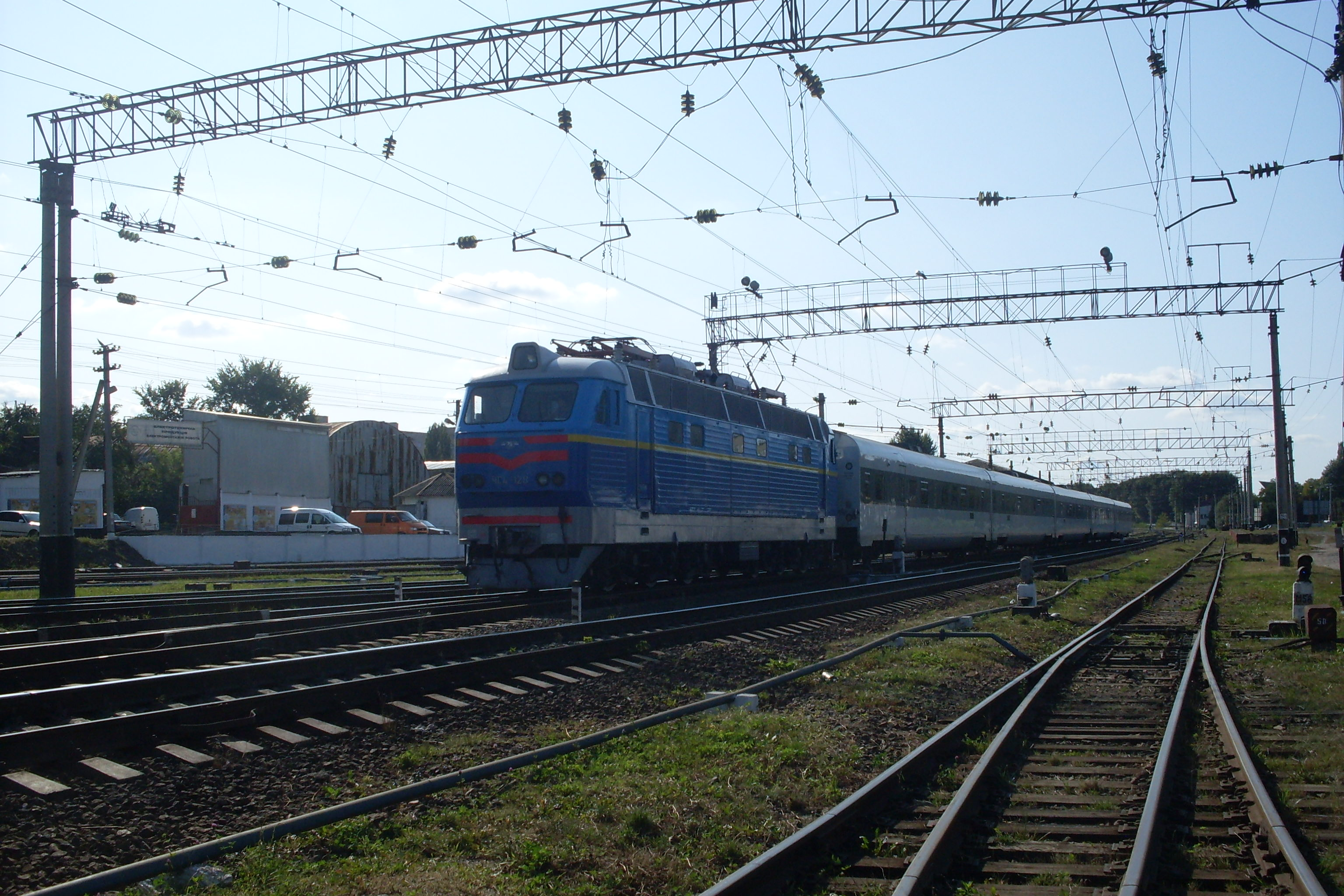
ЧС4 КРП-120 з поїздом MPLT-001 №747 Дарниця-Тернопіль

## Експлуатація та курсування
З 1 квітня 2012 року і до впровадження експлуатації електропоїздів компанії Hyundai Rotem поїзд працював на маршруті Київ — Харків. У подальших планах було використання поїзда на маршруті Харків-Сімферополь.
З 16 грудня 2013 року і до січня 2014 року курсував за маршрутом Донецьк — Сімферополь — Харків — Сімферополь — Донецьк під номерами: 161/162, та 176/178. У першій половині 2014 року склад поїзду використовувався на маршруті Харків-Київ-Харків у зв'язку зі зняттям з експлуатації електропоїздів HRCS2 від Hyundai Rotem через їх несправність.
З 22 серпня 2014 року сполучав Дарницю та Тернопіль (№ 747/748). Курсує щоденно через Вінницю та Хмельницький, а також Дарницю з Одесою (№ 763/764) через Вінницю і Жмеринку.
Графіком руху на 2019—2020 роки передбачено курсування поїздів у 5-вагонній комплектації на маршрутах Київ — Кривий Ріг та Київ — Одеса.
Станом на 2024 рік курсують поїзди MPLT-001, MPLT-002 з номерами 701/702, 703/704 та 747/748 курсують за маршрутами Київ-Чернігів, Чернігів-Київ, Київ-Тернопіль та Тернопіль-Київ.  На сайті Укрзалізниці обидва поїзди вказані як IC (Intercity).
Вагони МПЛТ приписані до Української залізничної швидкісної компанії "УЗШК", раніше вагони МПЛТ були приписані у вагонне депо Харків-Південний Південної залізниці. У лютому 2022 року у зв'язку з війною були скасовані маршрути №740/739 Київ-Кривий Ріг, Кривий Ріг-Київ, №763/764 Київ-Одеса та Одеса-Київ. У період з 2019 по 2021 рік поїзди MPLT-001 та MPLT-002 курсували за маршрутами №763/764 Дарниця-Одеса та Одеса-Дарниця, маршрути скасовані у 2021 році у зв'язку з тим, що мало хто їздив за цими маршрутами. З 2017 по 2022 рік поїзди MPLT-001 та MPLT-002 курсували за маршрути №747/748 Київ-Львів та Львів-Київ, маршрути були скасовані у лютому 2022 року через війну. Також у 2022 році були скасовані маршрути №763/764 Київ-Одеса та Одеса-Київ через масові обстріли Одеси. У період з 2021 по 2023 роки 5-и вагонні поїзди MPLT-001 та MPLT-002 курсували за маршрутами Вінниця-Чернігів та Чернігів-Вінниця під номерами 702/701 та 703/704.    
| Актуальні маршрути станом на 2020 рік |                      |                                        |                     |                  |                  |              |              |
| Номер поїзда                          | Станція відправлення | Проміжні станції                       | Станція прибуття    | Категорія поїзда | Довжина маршруту | Час в дорозі | Назва поїзда |
| 763 / 764 щоденно                     | Київ-Пас             | Вінниця, Жмеринка, Вапнярка, Подільськ | Одеса               | ІС+              | 654 км           | 7:14 / 7:06  | MPLT-001     |
| 740 / 739 щоденно                     | Київ-Пас             | Кривий Ріг                             | Кривий Ріг-Головний | ІС               | 448 км           | 5:47 / 5:38  | MPLT-002     |

26 травня 2012 року були скасовані маршрути №161/162 Харків-Київ та №162/161 Київ-Харків по причині заміни рухомого складу, а 23 січня 2020 року був скасовані маршрути №747/748 Дарниця-Тернопіль та №748/747 Тернопіль-Дарниця також по причині заміни рухомого складу.
| Скасовані маршрути |                      |                                                                              |                  |                  |                  |                                          |                        |
| Номер поїзда       | Станція відправлення | Проміжні станції                                                             | Станція прибуття | Категорія поїзда | Довжина маршруту | Період курсування                        | Причина скасування     |
| 161 / 162          | Харків-Пасажирський  | Полтава-Київська                                                             | Київ             | ІС+              | 489 км           | 2 квітня 2012 року — 26 травня 2012 року | Заміна рухомого складу |
| 747 / 748          | Дарниця              | Київ, Козятин, Калинівка, Вінниця, Гнівань, Деражня, Хмельницький, Волочиськ | Тернопіль        | ІС               | 504 км           | 22 серпня 2014 року — 23 січня 2020 року | Заміна рухомого складу |